# Opalenica
Opalenica (deutsch Opalenitza) ist eine Stadt mit etwa 9550 Einwohnern im Powiat Nowotomyski, Woiwodschaft Großpolen in Polen. Opalenica  ist rund 37 km von Posen entfernt. Die Gemeinde Opalenica grenzt an folgende Gemeinden: Nowy Tomyśl, Kuślin (Powiat Nowotomyski), Duszniki (Powiat Szamotuły), Buk (Powiat Poznań), Granowo und Grodzisk Wielkopolski (Powiat Grodzisk).

## Geschichte
Erstmals schriftlich erwähnt wurde der Ort im Jahr 1393. Die Stadtrechte erhielt Opalenica, das damals im Besitz von Ticz Bar de Opalenicza (Tietz-Dietrich Bär), einem Vertreter einer pommerischen Ritterfamilie war, zwischen 1399 und 1401.
1793 bis 1807 geriet Opalenica infolge der zweiten Teilung Polens vorübergehend unter preußische Herrschaft. Aufgrund des Wiener Kongresses kam Opalenica 1815 abermals an Preußen (Provinz Posen), wo es als Teil des Kreises Buk bzw. ab 1887 des Kreises Grätz verwaltet wurde. 1918 fiel es an Polen zurück.
Opalenica hat eine Städtepartnerschaft mit dem niederländischen Zevenbergen sowie Königslutter am Elm und Storkow in Deutschland.
Bis 2010 fand alljährlich in Opalenica der Remes Cup, das größte Jugendfußballturnier Polens, statt. 
Während der Fußball-Europameisterschaft 2012 war die Portugiesische Fußballnationalmannschaft im Hotel REMES
in Opalenica untergebracht. Das polnische Fußballnationalteam hatte hier ein Trainingscamp vor der Fußball-Europameisterschaft 2021.

## Verkehr
Opalenica wird heute noch von Zügen auf der Bahnstrecke Frankfurt (Oder)–Poznań angefahren, die Bahnstrecke Kościan–Opalenica und die vormaligen Opalenitzaer Kleinbahnen sind seit 1991 bzw. 1995 im Personenverkehr stillgelegt.

## Gmina
Zur Stadt- und Landgemeinde Opalenica gehören folgende Orte:
| Name            | deutscher Name (1815–1918)        | deutscher Name (1939–1945)                |
| --------------- | --------------------------------- | ----------------------------------------- |
| Dakowy Mokre    | Dakowy Mokre                      | Nassenau                                  |
| Drapak          | Drapak                            | Liebwalde                                 |
| Jastrzębniki    | Jastrzembnik                      | Eggendorf                                 |
| Kopanki         | Kopanke                           | Sandorf                                   |
| Kozłowo         | Kozlowo                           | Erlendorf                                 |
| Łagwy           | Lagwy                             | Krummdorf                                 |
| Łęczyce         | Lenker Hauland                    | Lenkerhauland                             |
| Niegolewo       | Niegolewo                         | Lindental                                 |
| Opalenica       | Opalenica 1875–1918 Opalenitza    | 1939–1943 Opalenitza 1943–1945 Oppenbach  |
| Porażyn         | Porazyn                           | Eichenhorst                               |
| Porażyn-Dworzec | Bahnhof Eichenhorst               | Bahnhof Eichenhorst                       |
| Rudniki         | Rudnik                            | Ruhenheim                                 |
| Separówko       | Erlenhof                          | Erlenhof                                  |
| Sielenko        | Sielenko                          | 1939–1943 Schöneichen 1943–1945 Sellingen |
| Terespotockie   | Terespotocke 1912–1918 Teresfelde | Teresfelde                                |
| Troszczyn       | Troszczyn                         | Wiesenhauland                             |
| Urbanowo        | Urbanowo                          | Laubdorf                                  |
| Uścięcice       | Usciencice                        | Falldorf                                  |
| Wojnowice       | Woynowice                         | Kriegerau                                 |

## Bauwerke
- Die spätgotische St.-Matthias-Kirche mit separatem Glockenturm wurde Anfang des 17. Jahrhunderts erbaut.
- Die St.-Josef-Kirche wurde 1900 im neugotischen Stil für die evangelische Gemeinde nach Plänen von Ludwig von Tiedemann erbaut und 1945 von der Katholischen Kirche übernommen.
- Die Friedhofskapelle wurde in der ersten Hälfte des 17. Jahrhunderts im manieristischen Stil errichtet.
- Das Rathaus der Stadt wurde 1897 im Stil der Neorenaissance errichtet.

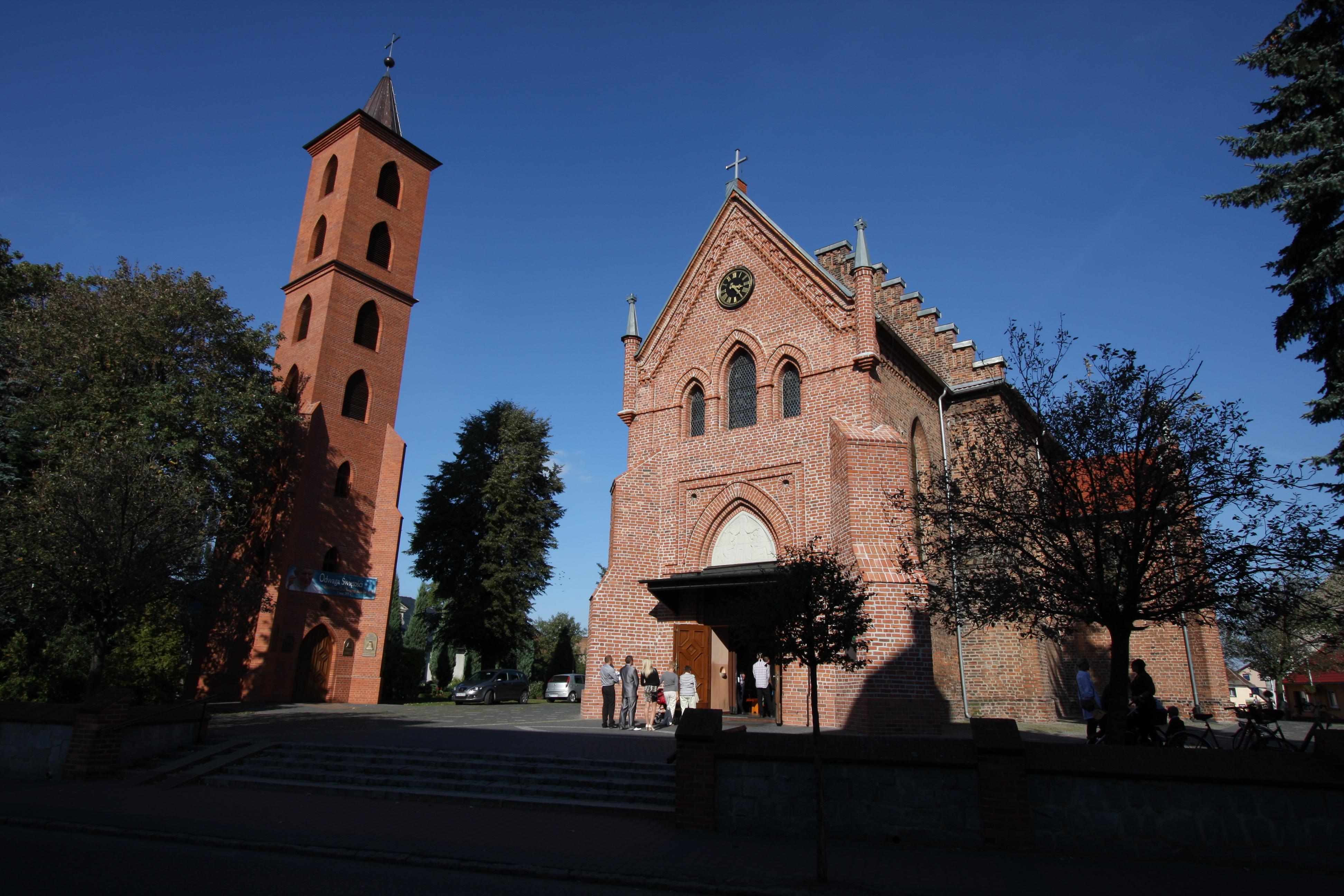
Kirche St. Matthias
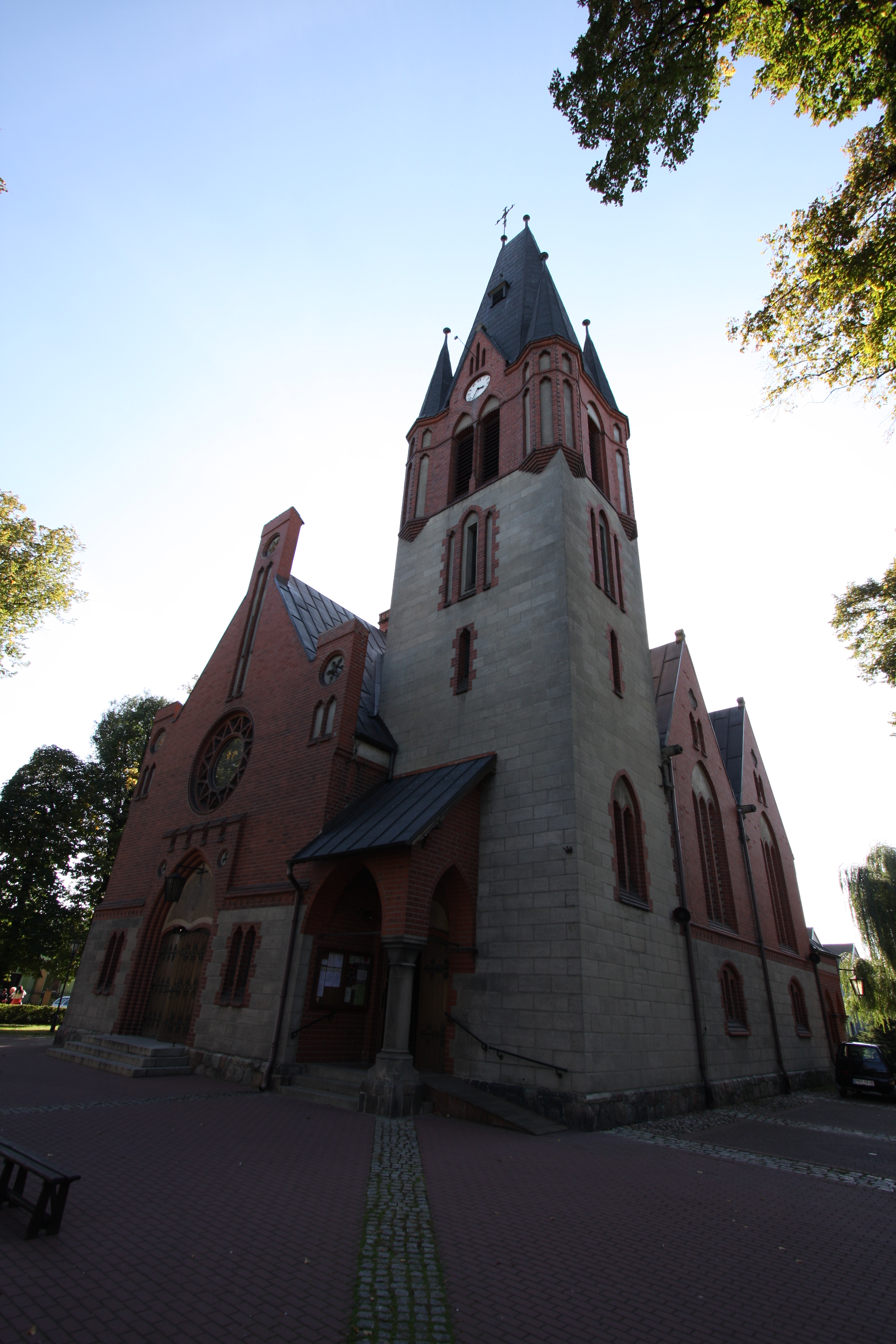
Kirche St. Josef
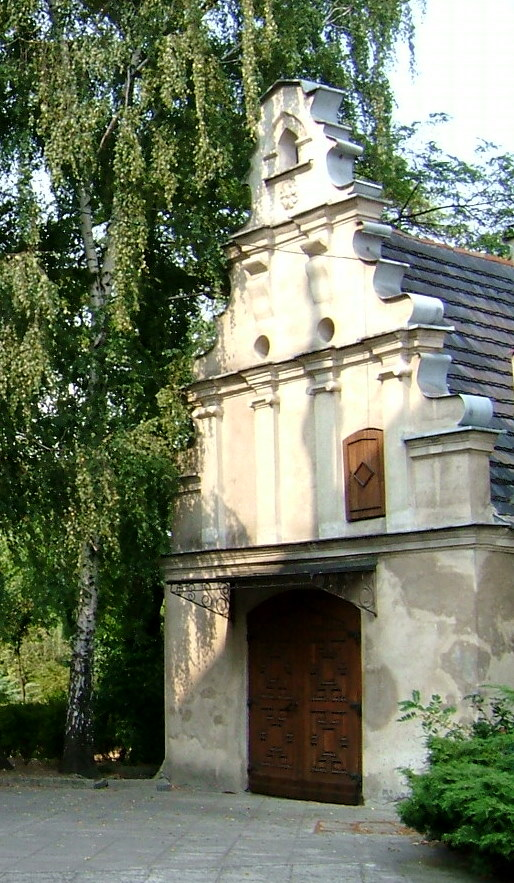
Friedhofskapelle
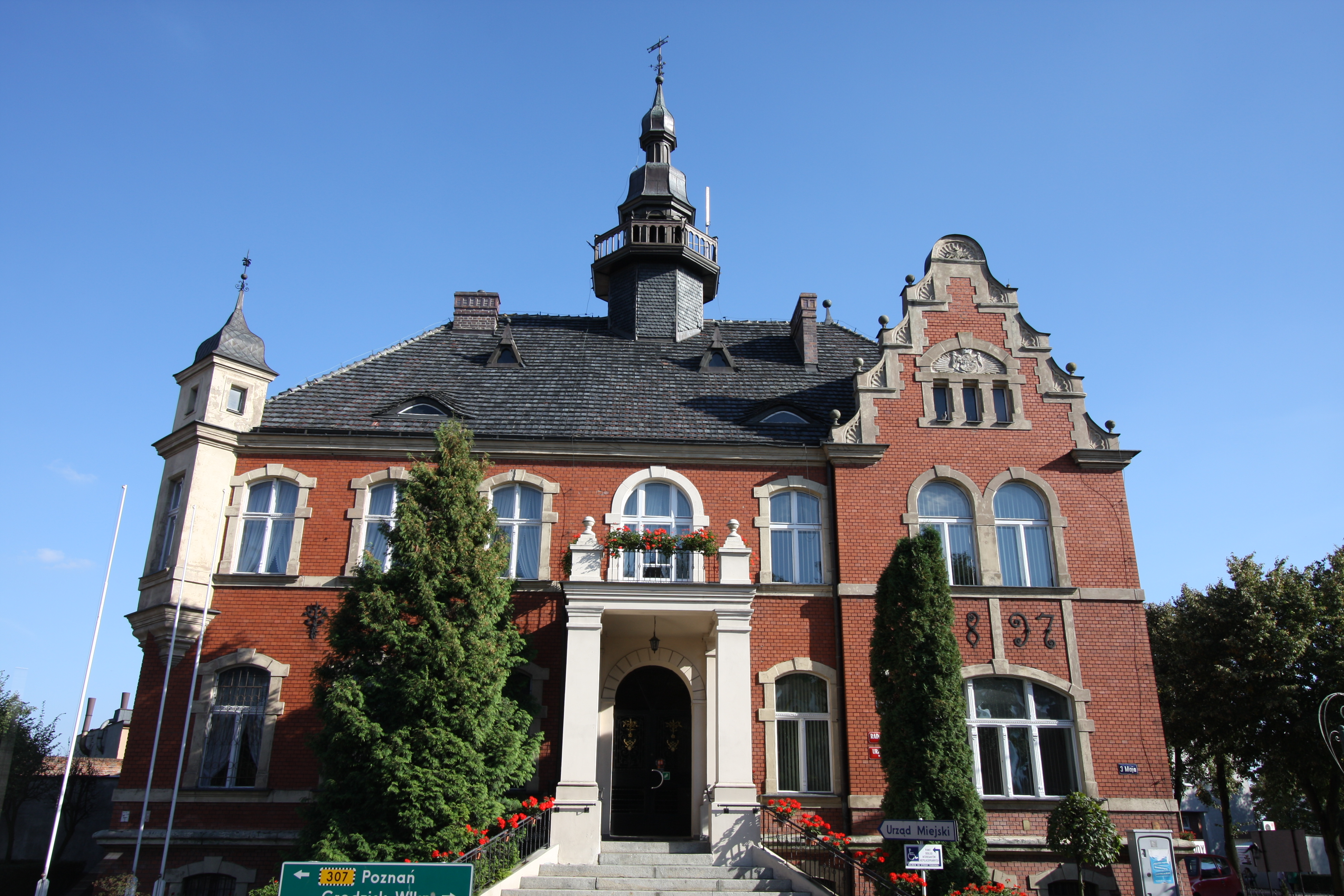
Rathaus

## Persönlichkeiten
- Ruth Gruhn (1907–1988), deutsche Tierzüchterin und Hochschullehrerin
- Edelgard Wendorf (* 1944), deutsche Handballtrainerin und Handballtorhüterin